# GJ 504 b
GJ 504 b – planeta pozasłoneczna typu gazowy olbrzym orbitująca wokół gwiazdy 59 Virginis (GJ 504). Planeta została odkryta metodą bezpośredniej obserwacji przez Teleskop Subaru, odkrycie zostało ogłoszone w 2013. Planeta ma kolor magenta, jest to druga planeta pozasłoneczna, po HD 189733 b, której kolor został zaobserwowany z Ziemi.

## Nazwa i odkrycie
Planeta został odkryta przez japoński Teleskop Subaru znajdujący się na Hawajach. Odkrycia dokonano w ramach programu Strategic Exploration of Exoplanets and Disks with Subaru (SEEDS). Naukowcy działający w SEEDS zbierają dane obserwacyjne w zakresie promieniowania podczerwonego dotyczące młodych gwiazd z nadzieją na odkrycie krążących wokół nich planet. Stosunkowo młode gwiazdy stanowią atrakcyjny cel do bezpośredniej obserwacji ich systemów planetarnych, ponieważ ich potencjalne, młode planety nadal posiadają znaczne ilości ciepła wytworzone w procesie ich powstania i są łatwiejsze w obserwacji.
Oznaczenie planety pochodzi od oznaczenia gwiazdy, którą orbituje, GJ 504 (według katalogu Gliesa), i litery „b”, która tradycyjnie jest używana do oznaczenia pierwszej odkrytej planety orbitującej daną gwiazdę. Niektóre z wcześniej odkrytych planet pozasłonecznych otrzymały nazwy wywodzące się z katalogu Flamsteeda (np. 51 Pegasi b, 61 Virginis b czy 70 Virginis b), ale w przypadku GJ 504 b użyto tylko nazwy wywodzącej się z późniejszego katalogu Gliesa.

## Charakterystyka fizyczna
Planeta okrąża gwiazdę GJ 504, oddalonego o 57 lat świetlnych żółtego karła. Jest oddalona o około 43,5 j.a. od jej gwiazdy, jej masa wynosi około 4+4,5−1 masy Jowisza. Temperatura planety wynosi 510+30−20 kelwinów. Jest to jedna z najstarszych planet pozasłonecznych odkrytych dzięki metodzie obserwacji bezpośredniej, jej wiek szacowany jest na pomiędzy sto a pięćset milionów lat.
Planeta jest położona znacznie dalej od gwiazdy niż przewidują to współczesne teorie dotyczące powstawania planet. Uważa się, że planety powstają zazwyczaj poprzez akrecję fragmentów skalnych, pyłu kosmicznego i lodu w dysku protoplanetarnym, ale w przypadku GJ 504 b znajduje się ona zbyt daleko od swojego słońca, aby mogło do tego dojść w taki sposób. Możliwe jest, że planeta powstała bliżej gwiazdy, ale została wyrzucona na dalszą orbitę po kolizji z inną planetą, taką hipotezę sugeruje także bardzo ekscentryczna orbita planety.
Widziana z Ziemi planeta ma kolor magentowy, jest to dopiero druga planeta pozasłoneczna o znanym kolorze atmosfery.